# ابراهیم مسعود
ابراهیم عبدالحلیم مسعود (انگلیسی: Ibrahim Abdelhalim Masoud؛ زادهٔ ۲۵ نوامبر ۱۹۹۷) یک ورزشکار است.